# Седат Алп
Седат Алп (на турски: Sedat Alp) е турски учен-археолог, основател на археологическата наука в Турция. Той е сред най-значимите лица в хетската археология.

## Биография
Алп е роден на 1 януари 1913 година в окупирания от гръцката армия Бер (Верия), Егейска Македония, Гърция. Семейството му се изселва в Турция в резултат на обмена на население между двете страни през 1923 г. Печели държавна стипендия (1932) и е изпратен в Лайпцигския университет (по-късно се мести в Хумболтовия университет, Берлин) да учи праистория, история, хетология, шумерология, асириология, древни анатолийски езици и култури, както и обща археология. Защитава докторат в Берлин.
Връща се в Турция през 1940 г. и започва да преподава хетология във Факултета по езици, история и география на Анкарския университет. През 1959 г. става декан на факултета. Сред най-забележителните му открития е могилата Машатхоюк, в която са открити много плочки с хетски клинописни надписи (повече са открити единствено в хетската столица Хатушаш).
Алп е носител на Италианския орден за заслуги на републиката (1957), Ордена за заслуги на президента на Германия (1972), медала на Френския колеж (1980), Германския голям кръст за заслуги със звезда и на Големия италиански официален орден за заслуги на италианското президентство на републиката (1991).
От 1997 г. Алп е почетен доктор на Вюрцбургския университет и член на Британската академия от 1998 г. За приносите към увеличаване на знанието за историческото наследство на региона става почетен гражданин на град Чорум в Анадола, в близост до който е разположена хетската столица.
Професор Алп умира в Анкара през 2006 г.

## Някои трудове
- Untersuchungen zu den Beamtennamen im Hethitischen Festzeremoniell, Leipzig, 1940.
- The Hittite Hieroglyphic Inscription of Şırzı, Ankara University, DTCF Dergisi, 1947, p. 153-158. (с професор Ханс Гютербок)
- Military Instructions of the Hittite King Tuthaliya IV (?). Belleten XI, nr. 43, 1947 p. 403-414.
- La désignation du Lituus eiı Hittite, Journal of Cuneiform Studies, I, 1947, p.164-175.
- GIS kalmuš "Lituus" and HUB. BI "Earring in the Hittite Textes, Belleten XII, nr. 46, 1948, p. 320-324.
- Die Soziale Klasse der NAM.RA-Leute und ihre hethitische Bezeichnung, Jahrbuch für Kleinasiatische Forschung I, 1950-51, p.113-135.
- Bemerkungen zu den Hieroglypen des Hethitischen Monuments von İmamkulu, Symbolae Hrozny I, Archiv Orientalni XVIII, 1950, p. 1-8.
- Zur Lesung von manchen Personnennamen auf den hieroglyphenhethitischen Siegeln und Inschriften. Ankara 1950.
- On the Occasion of a new book concerning the Hittites. Ankara University, DTCF Dergisi, X, 1952, p.249-256.
- The N (N)-formations in the Hittite Language, Belleten 18, sayı 72, 1954, p.449-467.
- Die Lage von Šamuha, Anatolia (Anadolu) I, 1956, p. 77-80.
- Zu den Körperteilnamen im Hethitischen, Anatolia (Anadolu) II, 1957 p.1-48
- Eine hethitische Bronzestatuette und andere Funde aus Zara bei Amasya, Anatolia (Anadolu) VI, 1961/1962, p. 217-243.
- Kaniš= Aniša = Niša = Nysa, Erken Hitit Çağının bir Başkenti, Belleten 27, nr. 107, 1963, p. 366-376.
- Kaniš =Aniša = Niša Eine Hauptstadt der frühhethitischen Periode, Belleten 27, nr. 107, 1963, p. 376-386.
- Frühbronzezeitliche Marmoridole aus Südwestanatolien, Belleten 29, nr. 113, 1965, p.9-14.
- Eine goldene Gesichtmaske vom zweiten Vorchristlichen Jahrtausend aus "Anatolien", Belleten 29, nr. 113, 1965, p. 19-23.
- Die Libationsgefässe "Schnabelkanne" und "Armförmiges Gerât" und Ihre Hethitischen Bezeichnungen, Belleten 31, nr. 124, 1967, p. 531-549.
- Zylinder-und Stempelsiegel aus Karahöyük bei Konya, Ankara 1968. T.T.K. Yayınları: Dizi-V, No. 26, XVI + 310 s. 276 Abbildungen im Texte, 254 Tafeln.
- Ein hethitisches Stempelsiegel aus der Umgebung von Afyonkarahisar und ein Knopfsiegel aus Yazırhöyük bei Nevşehir, Festschrift P. Meriggi, 1970, p. 1-6.
- Eine weitere Hieroglypheninschrift aus Emirgazi und ein Rollsiegel mit Hieroglyphenlegenden aus dem Gebiet von Adıyaman, südöstlich von Malatya, Festschrift Heinrich Otten, 1973 p. 11-15, 1975.
- Ištar auf dem Karahöyük, 1974, p.703-707.
- Eine neue hieroglyphenhethitische Inschrift der Gruppe Kızıldağ-Karadağ aus der Nähe von Aksaray und die früher publizierten Inschriften derselben Gruppe, Anatolian Studies Presented to Hans Gustav Güterbock on the Occasion of his 65th Birthday, 1974, p. 17-27.
- Die Hethiter in Anatolien, Das Parliament 1976,
- Remarques sur la géographie de la région du Haut-Yeşilırmak d'après les tablettes hittites de Maşathöyük, Florilegium Anatolicum, Mélanges offerts à Emmanuel Laroche, Paris, 1979 p.29-35.
- Die Lage der Kultstadt Hanhana, Festschrift Elmar Edel, Bamberg 1979, p. 13-16.
- Das hethitische Wort für "Palast", Studia Mediterranea I, Piero Meriggi dicata I, 1979, p. 17-25.
- Die hethitischen Tontafelentdeckungen auf dem Maşat-Höyük, Belleten 44, nr. 173, 1980, p. 254-59.
- Beiträge zur Erforschung des hethitischen Tempels, Kultanlagen im Lichte der Keilschrifttexte, Ankara 1983. Turkish Historical Society Publication: Serie – VI, Nr. 23 XXXIV + 382 s.
- Zum Wesen der kultischen Reinigungssubstanz tuhhueššar, Festschrift A. Kammenhuber.
- Die Lage der hethitischen Kultstadt Karahna, Festschrift Kurt Bittel
- E. Neufeld, The Hittite Laws, Journal of Cuneiform Studies VI, 1952, s.93-98.
- B. Rosenkranz, Beiträge zur Erforschung des Luwischen, Bibliotheca Orientalis XI, 1954, s.208-209.
- Th. Beran, Die hethitische Glyptik von Boğazköy I, Orientalistische Literaturzeitung 66, 1971, s. 362-364.